# Evelyn Sharma
Evelyn Lakshmi Sharma (Francoforte sul Meno, 12 luglio 1986) è un'attrice tedesca, attiva in India e di origine indiana.

## Filmografia
- Turn Left, regia di Dominic Jackson (2006)
- From Sydney with Love, regia di Prateek Chakravorty (2012)
- Nautanki Saala!, regia di Rohan Sippy (2013)
- Yeh Jawaani Hai Deewani, regia di Ayan Mukerji (2013)
- Issaq, regia di Manish Tiwary (2013)
- Yaariyan, regia di Divya Khosla Kumar (2014)
- Main Tera Hero, regia di David Dhawan (2014)
- Kuch Kuch Locha Hai, regia di Devang Dholakia (2015)
- Ishqedarriyaan, regia di V.K. Prakash (2015)
- Gadaar: The Traitor, regia di Amitoj Mann (2015)
- Jab Harry Met Sejal, regia di Imtiaz Ali (2017)
- Jack & Dil, regia di Sachin P. Karande (2018)
- Bhaiaji Superhit, regia di Neeraj Pathak (2018)
- Kissebaaz, regia di Annant Jaaitpaal (2019)
- Saaho, regia di Sujeeth (2019)